# Grammy Award voor Best Hard Rock Performance
De Grammy Award for Best Hard Rock Performance (de Grammy voor het beste hardrocknummer) was een prijs die van 1990 tot 2011 op de Grammy Award-uitreiking werd toegekend. Van 1992 tot 1994 werd de prijs officieel Grammy Award for Best Hard Rock Performance with Vocal genoemd.
De jaartallen in onderstaande lijst geven aan wanneer de Grammy werd uitgereikt, het gaat dan meestal om muziek die het jaar voordien verscheen.

## Winnaars
| Jaar | artiest                        | nummer                                |
| ---- | ------------------------------ | ------------------------------------- |
| 2011 | Them Crooked Vultures          | "New Fang"                            |
| 2010 | AC/DC                          | "War Machine"                         |
| 2009 | The Mars Volta                 | "Wax Simulacra"                       |
| 2008 | Foo Fighters                   | "The Pretender"                       |
| 2007 | Wolfmother                     | "Woman"                               |
| 2006 | System Of A Down               | "B.Y.O.B."                            |
| 2005 | Velvet Revolver                | "Slither"                             |
| 2004 | Evanescence (Feat. Paul McCoy) | "Bring me to life"                    |
| 2003 | Foo Fighters                   | "All My Life"                         |
| 2002 | Linkin Park                    | "Crawling"                            |
| 2001 | Rage Against The Machine       | "Guerrilla Radio"                     |
| 2000 | Metallica                      | "Whiskey in the Jar"                  |
| 1999 | Jimmy Page & Robert Plant      | "Most High"                           |
| 1998 | The Smashing Pumpkins          | "The End Is the Beginning Is the End" |
| 1997 | The Smashing Pumpkins          | "Bullet with Butterfly Wings"         |
| 1996 | Pearl Jam                      | "Spin the Black Circle"               |
| 1995 | Soundgarden                    | "Black Hole Sun"                      |
| 1994 | Stone Temple Pilots            | "Plush"                               |
| 1993 | Red Hot Chili Peppers          | "Give It Away"                        |
| 1992 | Van Halen                      | "For Unlawful Carnal Knowledge"       |
| 1991 | Living Colour                  | "Time's Up"                           |
| 1990 | Living Colour                  | "Cult of Personality"                 |